# Willy Vannitsen
Willy Vannitsen (Jeuk, Gingelom, Limburg, 8 de febrero de 1935 - Tienen, 19 de agosto de 2001) fue un ciclista belga que fue profesional entre 1954 y 1966.
Durante su carrera profesional consiguió más de 100 victorias, destacando la Flecha Valona de 1958, dos etapas al Tour de Francia y una al Giro de Italia.

## Palmarés
1954
- 1.º en el Premio de Heist-op-den-Berg

1955
- Vencedor de una etapa a la Vuelta en Bélgica
- 1.º en la De Drie Zustersteden

1956
- Vencedor de una etapa de la Vuelta a los Países Bajos

1957
- 1.º en la  Vuelta a Limburg
- 1.º en los Seis días de Bruselas (con Rik Van Looy)

1958
- 1r al Giro de Toscana
- Vencedor de una etapa al Giro de Italia
- Vencedor de 2 etapas en la París-Niza

1959
- Vencedor de una etapa en la París-Niza
- Vencedor de una etapa a la Vuelta a Bélgica

1960
- 1.º en la  Vuelta a Limburg

1961
- 1.º en la Flecha Valona
- 1.º en las Tres Valles Varesinos
- 1.º en la Milán-Vignola
- 1.º en los Seis días de Amberes (con Peter Post y Rik Van Looy)

1962
- Vencedor de 2 etapas al Tour de Francia
- Vencedor de una de la Tour de Luxemburgo
- 1.º en la Acht van Chaam
- 1.º en la Vorst-Bruselas

1963
- 1.º en la Zonhoven-Amberes-Zonhoven

1964
- Vencedor de una etapa en la París-Niza

1965
- 1.º en el Gran Premio del Escaut
- Vencedor de una etapa en la París-Niza
- Vencedor de una etapa de la Vuelta a los Países Bajos

### Resultados al Tour de Francia
- 1962. 70.º de la clasificación general. Vencedor de 2 etapas
- 1963. Abandona (9.ª etapa)
- 1964. Abandona (7.ª etapa)
- 1966. Abandona (15.ª etapa)

### Resultados al Giro de Italia
- 1958. Abandona. Vencedor de una etapa
- 1961. Abandona